# Guiomar de Bragança
Dona Guiomar de Bragança, condessa consorte de Loulé (1444 — antes de 15 de Abril de 1517), foi uma nobre portuguesa, filha de Fernando I, Duque de Bragança com Dona Joana de Castro. Casou-se com Henrique de Meneses, 4.º conde de Viana (do Alentejo), 3.º conde de Viana (da Foz do Lima).
Henrique de Meneses era ainda 1.º conde de Valença e senhor das vilas de Caminha e Cerveira, património que, em 1471, acabou por trocar com a Coroa pelo condado de Loulé de que foi, de juro e herdade, o 1.º titular.
Do casamento de D. Guiomar com D. Henrique, autorizado por alvará de D. Afonso V, nasceu apenas uma filha:
- Beatriz de Meneses (1470-c.1538), que veio a suceder a seu pai como 2.ª condessa de Loulé.

D. Guiomar morreu antes de 15 de Abril de 1517.